# 八木好美
八木 好美（やぎ よしみ、1914年（大正3年）3月24日 - 1996年（平成8年）5月17日）は、兵庫県揖保郡越部村觜崎（現たつの市新宮町觜崎）出身の詩人。

## 経歴
1914年（大正3年）、警察官であった父肔哉の長男として、越部村觜崎に生まれる。本名美衛。尋常小学校の頃、父の仕事のため一時姫路に住むが、後に帰郷し兵庫県立龍野中学校に入学。龍野中学校時代、作文を先生に褒められた事が文学を志すきっかけとなった。この頃から『愛誦』『若草』『山脈』『昭和詩人』等に詩を投稿するようになり、『山陰詩人』『詩創元』『ばく』等の同人に参加の他、自らも『火虹』『深苑』等の同人誌を主宰した。生涯の友である大塚徹、植原繁市らと出会ったのもこの頃である。1933年（昭和8年）より教師となり、揖保郡・佐用郡・龍野市の小中学校を歴任した。
1935年（昭和10年）、21歳の時に処女詩集『花の雫』を出版。その他児童映画のシナリオ執筆、地域の学校の校歌作詞、プロ野球「ライオン軍」応援歌の作詞（作曲は山田耕筰）など、多方面に才能を発揮した。戦時中は軍に入隊し一時活動を中断していたが、戦後活動を再開し、「神戸復興まつりの歌」や「ねんねん揺籠」の作詞をはじめとして、「新涛」「朗詠詩」等の雑誌に活発に作品を発表した。

## 年譜

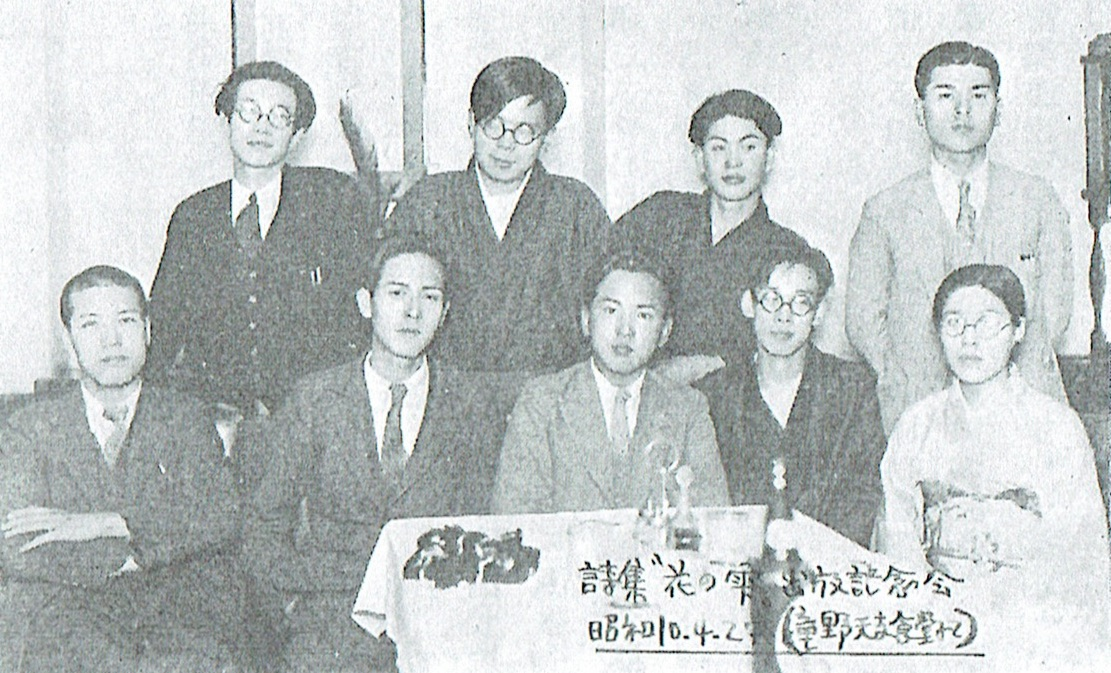
処女詩集発行パーティ（昭和10年4月）にて
前列左2人目から植原繁市、八木好美、大塚徹
後列右端、金近敏寛

- 1914年（大正3年）3月24日：兵庫県揖保郡越部村觜崎に生まれる。
- 1931年（昭和6年）夏：篠田あきと共に、龍野から姫路へ大塚徹を訪ねる[6]。後に篠田あきは大塚徹夫人となる[6]。
- 1932年（昭和7年）
  - 3月：兵庫県立龍野中学校卒業。以後、小・中学校教師を40年にわたり勤める[2]。
  - 7月20日：同人誌『火虹』を主宰し創刊する[3][5]。
  - 11月：『兵庫詩人選集』（光本兼一編）に「栗石道の花・驢馬」他3編を発表[7]。
- 1935年（昭和10年）：青春詩集『花の雫』発行。
- 1936年（昭和11年）
  - 詩誌『深苑』主宰[2]。
  - 児童映画「明るい朝」シナリオ執筆[1]。
- 1937年（昭和12年）：三日月町立広業国民学校の校歌を作詞。初めての校歌作詞。
- 1938年（昭和13年）：プロ野球「ライオン軍」応援歌を作詞。作曲は山田耕筰。
- 1941年（昭和16年） - 1945年（昭和20年）：軍入隊。
- 1946年（昭和21年）：文学活動再開。
- 1974年（昭和49年）：大塚徹・八木好美友情詩集『花と獏と』出版。
- 1996年（平成8年）5月17日：死去。

## 主な作品
詩
- 「防風林の詩」 - 昭和7年、兵庫詩人選集／愛誦
- 「コスモスの家の詩」 - 昭和6年、散文詩人／兵庫詩人選集
- 「栗石道の花・驢馬」 - 昭和6年、愛誦
- 「二十四の瞳」 - 昭和47年、兵庫教育

作詞
- 「制覇に進む若き獅子」 - プロ野球「ライオン軍」応援歌、昭和13年、作曲山田耕筰
- 「ねんねん揺籠」 - BK夫人の時間（全中放送）、昭和21年、作曲斉藤登[8]
- 「揖保川音頭」 - 作曲鈴木史朗[9]
- 「龍野市立神岡中学校卒業讃歌」 - 作曲鈴木史朗[10]
- 「新宮町立越部幼稚園園歌」 - 作曲鈴木史朗[11]
- 「上月町立幕山小学校校歌」 - 作曲鈴木史朗[12]
- 「太子町立太子西中学校校歌」 - 作曲鈴木史朗[13]

散文
- 「詩と民謡の町『龍野』を語る」 - 雑誌『愛誦』昭和7年2月号

## 著作
詩集（単著）
- 八木好美『花の雫 : 抒情詩文集 八木好美青春詩集』棕櫚の葉社、1935年。全国書誌番号:44005809。

詩集（共著）
- 大塚徹、八木好美『花と獏と』深苑社、1974年。